# Dorothea Katharina von Pfalz-Birkenfeld-Bischweiler
Dorothea Katharina von Pfalz-Birkenfeld-Bischweiler (* 3. Juli 1634 in Bischweiler; † 7. Dezember 1715 in Neunkirchen) war eine Pfalzgräfin von Birkenfeld-Bischweiler und durch Heirat Gräfin von Nassau-Ottweiler.

## Leben
Dorothea Katharina war eine Tochter des Pfalzgrafen Christian I. von Birkenfeld-Bischweiler (1598–1654) aus dessen erster Ehe mit Magdalena Katharina (1607–1648), Tochter des Herzogs und Pfalzgrafen Johann II. von Zweibrücken.
Sie heiratete 1649 in Bischweiler Graf Johann Ludwig von Nassau-Ottweiler (1625–1690), den Begründer der Linie Nassau-Ottweiler.
Nach dem Tod ihres Mannes lebte Dorothea Katharina auf ihrem Witwensitz Schloss Neunkirchen und betätigte sich karitativ. Sie unterstützte den Bau und den Unterhalt eines Hospitals in Ottweiler durch beträchtliche finanzielle Mittel.

## Nachkommen
Dorothea Katharina hatte aus ihrer Ehe folgende acht Kinder:
- Christian Ludwig (*/† 1650)
- Friedrich Ludwig (1651–1728)

⚭ 1. 1680 Gräfin Christiane von Ahlefeldt (1659–1695)
⚭ 2. 1697 Gräfin Luise Sophie von Hanau-Lichtenberg (1662–1751)
- Anna Katharina (1653–1731) ⚭ 1671 Wild- und Rheingraf Johann Philipp zu Salm-Dhaun (1645–1693)
- Walrad (1656–1705), Gouverneur von Nimwegen
- Karl Siegfried (1659–1679)
- Ludwig (1661–1699) ⚭ 1694 Gräfin Amalie Luise von Hornes (1665–1728)
- Luise (1662–1741)
- Moritz (1664–1666)